# Maksim Maksimov (biatleta)
Maksim Gennad'evič Maksimov (in russo Максим Геннадьевич Максимов?; 6 settembre 1979) è un ex biatleta russo.

## Biografia
In Coppa del Mondo esordì il 16 marzo 2001 a Oslo Holmenkollen (40°) e ottenne l'unica vittoria, nonché unico podio, il 14 dicembre 2008 a Hochfilzen.
In carriera prese parte a tre edizioni dei Campionati mondiali, vincendo tre medaglie.

## Palmarès

### Mondiali
- 3 medaglie:
  - 2 argenti (individuale[1], staffetta[1] a  Chanty-Mansijsk 2011)
  - 1 bronzo (individuale[1] a Östersund 2008)

### Coppa del Mondo
- Miglior piazzamento in classifica generale: 33º nel 2008 e nel 2011
- 1 podio (a squadre), oltre a quelli ottenuti in sede iridata e validi anche ai fini della Coppa del Mondo:
  - 1 vittoria

#### Coppa del Mondo - vittorie
| Data             | Località   | Nazione | Specialità                                            |
| ---------------- | ---------- | ------- | ----------------------------------------------------- |
| 14 dicembre 2008 | Hochfilzen | Austria | RL (con Ivan Čerezov, Maksim Čudov e Nikolaj Kruglov) |

Legenda:

RL = staffetta